# کوینتوس تیتوریوس سابینوس
کوئینتوس تیتوریوس سابینوس (به لاتین: Quintus Titurius Sabinus) یک سردار (لگاتوس) اهل جمهوری روم بود که درطول فتح گالیا زیردست ژولیوس سزار خدمت می‌کرد و در ۵۴–۵۳ قبل از میلاد کشته شد. سزار نام او را در کتاب خویش، خاطراتی در باب جنگ گالی، آورده‌است.

## زندگی
در زمستان سال ۵۴–۵۳ ق.م. او و لوکیوس آئورونکولیئوس کوتا با یک لژیون (پیاده‌نظام رومی) و پنج کوهورس به اردوگاه آتوآتوکا (امروزه تنژران) فرستاده شدند که جزئی از قلمرو ابورون‌ها بود. کمی بعد، تحت رهبری آمبیوریکس و کاتوولکوس، ابورون‌ها بر استیلای رومیان شوریدند. پس چون شورشیان بکشتند آن سربازانِ رومی را که ازبهرِ جمع‌آوری چوب بیرون رفته بودند، روبروی اردوگاه رومیان بایستادند تا درمحاصره‌اش بگیرند. لیکن به یک شبیخون رومیان پس‌رانده شدند.
در اینجا، آمبیوریکس، به تدبیری هوشمندانه، توانست رومیان را راضی کند به ترک اردوگاهشان: چون رسولانِ رومی را گرد خویش آورد، کوشید نقش خود را در این شورش انکار کند و ایشان را گفت که آن روز، در کل گالیا، تدبیر یک شورش سراسری برضد رومیان را کرده بودند و قرار بوده نیروهای ژرمنی هم پشتیبانی‌اش بکنند. پس به رومیان پیشنهاد کرد که اردوگاه خویش را ترک کنند؛ و ایشان را وعده کرد که یاری‌شان می‌کند بی‌دردسر از اردوگاه خود خارج شوند.
فرستادگان رومی این پیام را به سردارانشان، سابینوس و کوتا، رساندند. در مجمع فرماندهی رومیان که بدان اردوگاه برگزار شد، در مورد خروج از آن بحث کردند. کوتا و بیشترِ تریبون‌ها و کِنتوریون‌ها توصیه کردند که بهتر است به همین اردوگاه به‌حال محاصره بمانند و بی‌اجازت قیصر (ژولیوس سزار) اقدامی نکنند؛ لیکن سابینوس بر این نظر بود که تنها راهِ به‌سلامت رستن همانا اعتماد کردن بر آمبیوریکس است و اردوگاه را ترک گفتن. درپایان، دیدگاه او رأی بیشتری آورد و بامدادان ارتش روم از اردوگاه بیرون شد و راهی شد.
لیکن آنگاه که قوای روم هنوز درحال راهپیمایی بودند، نیروهای آمبیوریکس بر ایشان تاختن کردند و بکشتندشان. سابینوس، در آخرین کوشش خود برای رستن، مترجم خود را به‌پیش آمبیوریکس فرستاد و التماسش کرد و قسمش داد که سربازان خود را از کشتار رومیان بازدارَد. لیکن آمبیوریکس با تظاهر به آغازیدن مذاکراتْ سابینوس را در محاصره گرفته بکُشت. کوتا نیز که صورتش به یک تیر فلاخن زخمی شده بود، کمی بعد در نبرد جان داد و تنها شمار کمی از رومیان توانستند خود را به نیروهای تیتوس لابینوس برسانند. قیصر در کتاب خویش، خاطراتی درباب جنگ گالی، مسئولیت این فاجعه را متوجهٔ سابینوس می‌داند. او از این شکست چنان غمگین شد که ریش گذاشت و تا کین این کُشتگان را از ابورون‌ها نستاند، نتراشیدش.